# Striūna
Striūna – rzeka na Litwie, w rejonie kowieńskim. Prawy dopływ Niewiaży. Długość rzeki wynosi 28 kilometrów, a powierzchnia dorzecza 132 km². Źródło rzeki znajduje się w miejscowości Daugeliškės. Wpływa do Niewiaży 30 km od jej ujścia do Niemna we wsi Panevėžiukas. Szerkość rzeki wynosi 5 metrów, a głębokość 1,5 m. Średnie nachylenie rzeki wynosi 1,99 m/km. Średni przepływ u ujścia wynosi 0,66 m³/s.

## Dopływy
Lewostronne:
- Šakė
- Strebukas

Prawostronne:
- Voveris
- Žvirblys
- Algupis